# Need for Speed: Hot Pursuit 2
Need for Speed: Hot Pursuit 2 é um jogo eletrônico de corrida de 2002. É a sexta edição da série Need for Speed e a sequência de Need for Speed III: Hot Pursuit de 1998. Foi desenvolvido pela EA Black Box para PlayStation 2 e pela EA Seattle para GameCube, Xbox e Microsoft Windows.
Seria o último jogo da série a possuir os carros da Ferrari até o lançamento de Need for Speed: Rivals em 2013 (apesar de uma breve aparição da marca em DLC exclusivo para Xbox 360 do Need for Speed: Shift), e Holden Special Vehicles (posteriormente apareceria apenas como Pontiac GTO, carro baseado no Holden Monaro). Também é o último jogo da geração clássica de estradas rurais e carros exóticos e esportivos, antes da série incorporar elementos urbanos, importação e tuning em seus sucessores a partir de Need for Speed: Underground de 2003. Hot Pursuit 2 é o segundo jogo da subsérie Hot Pursuit, sendo outros; Need for Speed III: Hot Pursuit e Need for Speed: Hot Pursuit de 2010.

## Descrição
Como sendo parte da geração clássica, é marcado por carros super esportivos, pistas paradisíacas, e a ausência da customização de carros, o tuning. Neste jogo, o jogador tem o objetivo de fugir da polícia, a qual o persegue devido a seus atos infratores e faz cercos durante seu trajeto na pista. Além disso, o jogador deve ganhar a corrida competindo com os outros. Há também o modo "Seja o Policial", onde o jogador torna-se o oficial e deve perseguir os corredores, utilizando também dos recursos utilizados pelos policiais, como barreiras na rodovia e as famosas "tiras de pregos". Foi o primeiro a ter falta da visão 'cockpit', apesar dela aparecer em uma missão específica com uma Ferrari no PS2. Apesar disso, na câmera do para-choque (bump cam), aparecem o velocímetro e conta-giros do painel do carro.

## Carros
- Aston Martin V12 Vanquish
- BMW M5
- BMW Z8
- Chevrolet Corvette Z06
- Dodge Viper GTS
- Ferrari 360 Spider
- Ferrari 360 Modena
- Ferrari F50
- Ferrari 550 Barchetta
- Ford Mustang Cobra
- Ford TS50
- HSV GTS Coupé
- Jaguar XKR
- Lamborghini Diablo 6.0 VT
- Lamborghini Murciélago
- Lotus Elise
- McLaren F1
- McLaren F1 LM
- Mercedes-Benz CL55 AMG
- Mercedes-Benz CLK GTR
- Opel Speedster
- Porsche 911 Turbo
- Porsche Carrera GT
- Vauxhall VX220

## Legado
Need For Speed: Hot Pursuit 2 é notável por ser o último que preservou o sentido original da série Need For Speed, que mudou drasticamente após o lançamento de Need For Speed: Underground. Oito anos depois, receberia a sequência Need For Speed: Hot Pursuit.